# Сточек (Ленчинський повіт)
Сточек (пол. Stoczek) — село в Польщі, у гміні Спічин Ленчинського повіту Люблінського воєводства.
Населення — 194 особи (2011).
У 1975-1998 роках село належало до Люблінського воєводства.

## Демографія
Демографічна структура станом на 31 березня 2011 року:
|          | Загалом | Допрацездатний вік | Працездатний вік | Постпрацездатний вік |
| -------- | ------- | ------------------ | ---------------- | -------------------- |
| Чоловіки | 93      | 25                 | 52               | 16                   |
| Жінки    | 101     | 21                 | 50               | 30                   |
| Разом    | 194     | 46                 | 102              | 46                   |